# Schauselbroek
Het Schauselbroek of Schouselbroek is een natuurgebied in de Oost-Vlaamse gemeente Temse, gelegen tussen Temse en Steendorp, aan de Schelde.
Tot dit gebied wordt zowel de Schauselbroekpolder als de Oost-Sivepolder gerekend. Ook de helling van de Cuesta van het Waasland naar het Fort van Steendorp behoort tot dit gebied. De eerste aankopen werden in 1993 verricht door De Wielewaal, welke later opging in Natuurpunt.
Het natuurgebied is 12,5 ha groot en is een afwisseling van weilanden, bosakkers en broekbos. Beneden aan de cuestahelling is een bronnengebied met soorten als speenkruid, muskuskruid en daslook.
Het gebied is toegankelijk voor wandelaars en het is te overzien vanaf de Scheldedijk.